# Mon (staat)
Mon is een administratieve afdeling van Myanmar. Het ligt tussen de staat Kayin in het oosten, de Andamanse Zee in het westen, de regio Bago in het noorden en de regio Tanintharyi in het zuiden, en heeft ook een korte grens met de provincie Kanchanaburi in Thailand aan de zuidoostelijke punt. Het landoppervlak is 12.155 km2. De Dawna Range, die langs de oostkant van de staat loopt in een richting NNW-SSE, vormt een natuurlijke grens met de staat Kayin. Mon omvat enkele kleine eilanden, zoals Kalegauk, Wa Kyun en Kyungyi Island, langs de 566 km kustlijn. De hoofdstad van de staat is Mawlamyine.

## Geschiedenis
De traditie van Mon stelt dat de Suwarnabhumi genoemd in de besluiten van Ashoka en de Dîpavamsa hun eerste koninkrijk was (uitgesproken als Suvanna Bhoum), gesticht rond de haven van Thaton in ongeveer 300 voor Christus, maar dit wordt betwist door geleerden.
Mondelinge geruchten suggereren dat ze al in de 3e eeuw v.Chr. Via zeevaart in contact kwamen met het boeddhisme. Toen ze een gezant van monniken uit Ashoka ontvingen. De Mon bekeerde zich ergens vóór de zesde eeuw tot het Theravada-boeddhisme en zij namen het Indiase Pali-schrift over. Veel van de schriftelijke verslagen van de Mon zijn vernietigd door oorlogen. De Mons mengden Indiase en Monculturen tot een hybride vorm van de beschavingen. Tegen 825 hadden ze zich stevig gevestigd in het zuiden en zuidoosten van Myanmar en de steden Bago (Pegu) en Thaton gesticht. Tegen het midden van de 9e eeuw waren ze het hele zuiden van Myanmar gaan domineren.

### Mon-koninkrijken
Het eerste geregistreerde koninkrijk dat onbetwist kan worden toegeschreven aan de Mon was Dvaravati, dat bloeide tot rond 1024 na Christus waarna hun hoofdstad werd geplunderd door het Khmer-rijk en de meeste inwoners naar het westen vluchtten naar het huidige Myanmar en uiteindelijk nieuwe koninkrijken stichtten. Ook deze kwamen uiteindelijk onder druk van nieuwe etnische groepen die uit het noorden kwamen.

## Religie
De grootste religie in Mon is het boeddhisme, maar er is ook een grote islamitische minderheid en een kleinere hindoeïstische minderheid.
| Religieuze samenstelling (2014) | Religieuze samenstelling (2014) | Religieuze samenstelling (2014) | Religieuze samenstelling (2014) | Religieuze samenstelling (2014) |
| ------------------------------- | ------------------------------- | ------------------------------- | ------------------------------- | ------------------------------- |
|                                 |                                 |                                 |                                 |                                 |
| Boeddhisme                      | Boeddhisme                      |                                 | 92,6%                           | 92,6%                           |
| Christendom                     | Christendom                     |                                 | 0,5%                            | 0,5%                            |
| Islam                           | Islam                           |                                 | 5,8%                            | 5,8%                            |
| Animisme                        | Animisme                        |                                 | 0,0%                            | 0,0%                            |
| Hindoeïsme                      | Hindoeïsme                      |                                 | 1,0%                            | 1,0%                            |
| Geen/Overig                     | Geen/Overig                     |                                 | 0,1%                            | 0,1%                            |

## Regering

### Uitvoerend
Mon Staatsregering

### Wetgevend
Dit gedeelte moet worden uitgebreid. U kunt helpen door er iets aan toe te voegen.

### Rechterlijke macht
Dit gedeelte moet worden uitgebreid. U kunt helpen door er iets aan toe te voegen.